# Ente parastatale
Un ente parastatale, nell'ordinamento giuridico italiano, viene utilizzato per designare un tipo ente pubblico, parte della pubblica amministrazione italiana non centrale, e sottoposto alla disciplina dalla legge 20 marzo 1975, n. 70.

## Descrizione
Si tratta di enti istituzionali (vale a dire, non territoriali) nazionali (vale a dire, non locali) che la legge 70/1975 elenca in una tabella ad essa allegata, ripartendoli in sette categorie:
- enti che gestiscono forme obbligatorie di previdenza e assistenza;
- enti di assistenza generica;
- enti di promozione economica;
- enti preposti a servizi di pubblico interesse;
- enti scientifici di ricerca e sperimentazione;
- enti culturali e di promozione artistica.

L'art. 1, 2° comma, della legge 70/1975 esclude dal novero degli enti da essa disciplinati: gli enti pubblici economici, gli enti locali e territoriali e loro consorzi, le istituzioni pubbliche di assistenza e beneficenza, le università e gli istituti di istruzione, gli istituti di educazione, le opere universitarie, le accademie e taluni istituti culturali, gli ordini e i collegi professionali, le camere di commercio e gli enti di patronato per l'assistenza dei lavoratori.
La legge 70/1975 aveva previsto che tutti gli enti, diversi da quelli elencati nell'allegata tabella e da quelli esclusi dalla sua applicazione, fossero soppressi (cosiddetti enti inutili), salvo fosse intervenuto un decreto governativo ad accertare la necessità di mantenerli. In realtà, furono pochi gli enti a subire tale sorte e bisognerà attendere più recenti interventi legislativi perché vari enti, anche tra quelli elencati nella tabella, fossero soppressi, fusi con altri o privatizzati.
Il termine ente parastale era in uso nell'ordinamento italiano già prima della legge 70/1975. Lo usa, infatti, per la prima volta il legislatore nel regio decreto legge 13 novembre 1924, n. 1825 (Disposizioni relative al contratto d'impiego privato) laddove, all'art. 2, stabilisce che "Le disposizioni del presente decreto si applicano anche agli impiegati di enti morali, di 
enti parastatali e di enti pubblici". Tale formulazione aveva portato parte della dottrina a ritenere che si trattasse una categoria intermedia tra gli enti pubblici e quelli privati (o morali, come li chiama il decreto), corrispondente a quella degli établissements d'utilité publique del diritto francese, che si distinguono dagli établissements publics, gli enti pubblici, per quanto la differenza non sia molto chiara. Si tratta, comunque, di una tesi ormai da tempo superata: la dottrina attuale non ha dubbi a far rientrare gli enti parastatali tra gli enti pubblici.